# گلیز ۶۸۲
گلیز ۶۸۲ یک ستاره است که در صورت فلکی کژدم قرار دارد.